# Taeniotes inquinatus
Taeniotes inquinatus es una especie de escarabajo longicornio del género Taeniotes, tribu Monochamini, subfamilia  Lamiinae. Fue descrita científicamente por Thomson en 1857.

## Descripción
Mide 21-39 milímetros de longitud.

## Distribución
Se distribuye por Colombia, Costa Rica, Ecuador, Panamá y Venezuela.